# Ignatius Zakka I. Iwas

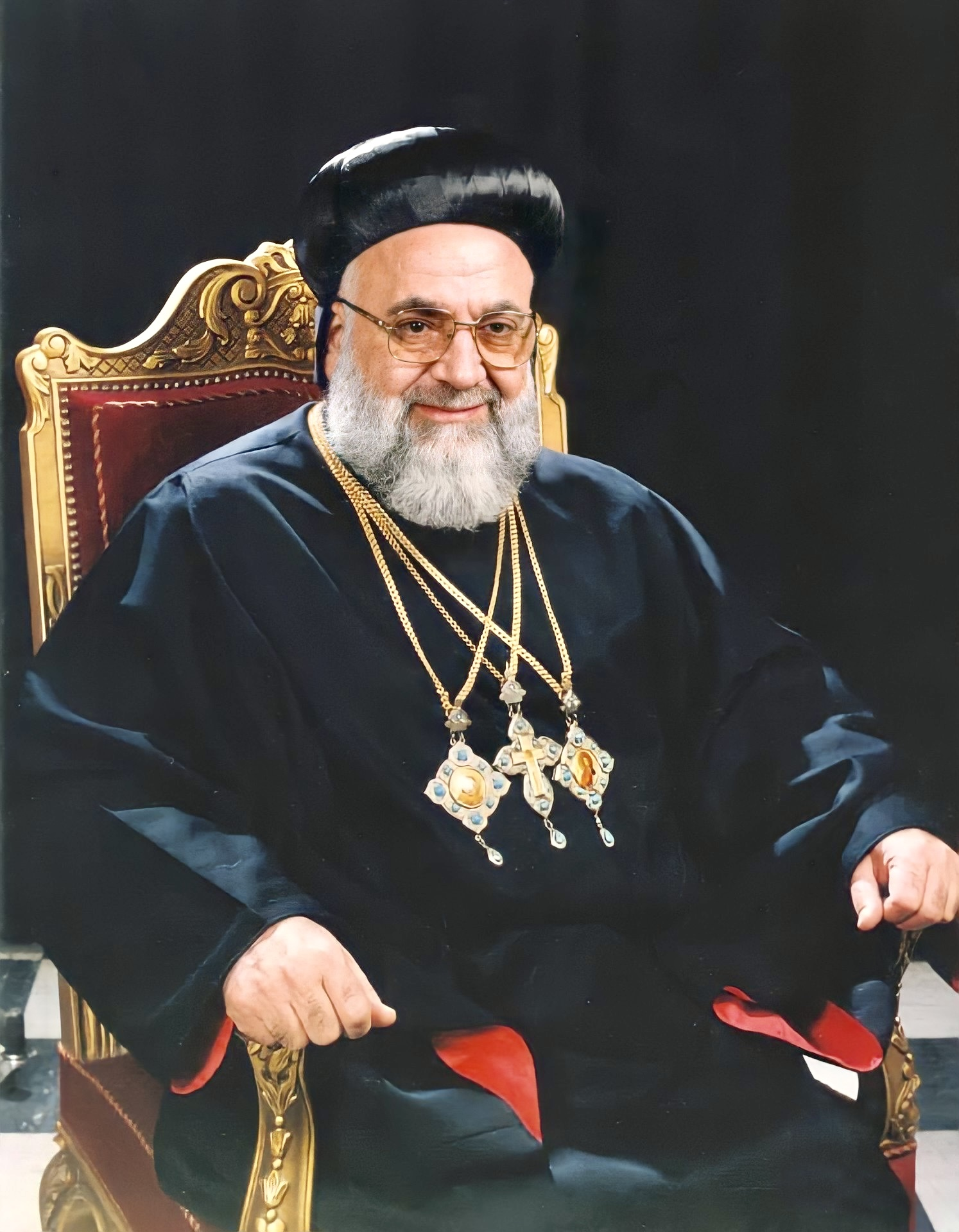
Seine Heiligkeit Moran Mor Ignatius Zakka I. Iwas

Mor Ignatius Zakka I. Iwas (syrisch ܐܝܓܢܐܛܝܘܣ ܙܟܝ ܩܕܡܝܐ ܥܝܘܐܨ, arabisch إغناطيوس زكا الأول عيواص Ighnatyus Zakka al-Auwal Iwas; geboren als Sanharib Iwas (سنحريب عيواص, DMG Sanḥarib Iwas, ܣܢܚܪܝܒ ܥܝܘܐܨ) am 21. April 1933 in Mossul, Königreich Irak; † 21. März 2014 in Kiel) war der 122. Patriarch der Syrisch-Orthodoxen Kirche von Antiochien. Er amtierte von 1980 bis zu seinem Tod 2014 insgesamt rund 33 Jahre (12.241 Tage) und damit länger als jeder andere antiochenische Patriarch.

## Weihen
Ignatius Zakka I. Iwas empfing zuerst die Weihe zum Psalmsänger – dies ist die erste Stufe als Messdiener in der syrisch-orthodoxen Kirche. Am 28. November 1948 wurde er zum Lektor in dem St. Ephrem Theologie-Seminar Mossul durch Athanasius Thomas Qaṣir geweiht.
Am 8. Februar 1953 folgte die Weihe zum Subdiakon, ebenso im St. Ephrem Theologie-Seminar Mossul durch Gregorius Paulus Behnam.
Am 6. Juni 1954 erfolgte die Weihe zum Mönch, ebenso in dem St. Ephrem Theologie-Seminar Mossul, der Profess wurde zusammen mit Ṣaliba Shamoun, der später Bischof wurde (Gregorius Ṣaliba Shamoun) durch Gregorius Paulus Behnam abgelegt.
Iwas wurde am 18. Dezember 1955 zum Diakon in der St.-Marien-Kirche des Heiligen Gürtels, Homs, Syrien durch Dionysos Gerges Behnam geweiht, am 17. November 1957 vom damaligen Patriarchen Ignatius Jakob III. zum Priester geweiht.
Schließlich empfing Iwas am 17. November 1963 die Weihe zum Bischof in der Georgskathedrale, Damaskus, Syrien durch Ignatius Jakob III., wobei Iwas den Namen Sanḥarib ablegen musste und stattdessen den Namen Severius annahm.
Zuletzt wurde Iwas am 14. September 1980 am Tag des Kreuzauffindungsfests zum Patriarchen geweiht, was in der Georgskathedrale, Damaskus, Syrien geschah. Mit der Weihe musste Iwas den Namen Severius ablegen und seitdem den Namen Ignatius tragen, den seit dem Jahre 878 alle Patriarchen der syrisch-orthodoxen Kirche annehmen; die Wahl dazu erfolgte einstimmig am 11. Juli 1980.

## Familie
Sanḥarib Iwas war das vierte von sechs Kindern des Bashir Iwas (Vater) und seiner Frau Ḥasibe ´Aṭu (Mutter). Sanḥarib wurde in einer syrisch-orthodoxen gläubigen Familie in Mossul geboren. Ursprünglich stammt seine Familie nicht aus Mossul, sondern aus Jazira, Syrien, von wo seine Vorfahren jedoch vor rund 300 Jahren auswanderten. Einige seiner Vorfahren hatten wichtige Funktionen innerhalb der Gesellschaft. Sein Großvater erhielt vom König Faisal I. beispielsweise eine Auszeichnung, da er sich als exzellenter Arbeiter erwies und Chefhandwerker und Staatsarchitekt war. Sein Vater, Bashir Iwas, der zuerst auf der Universität Istanbul graduierte, wurde später Professor an der dortigen Militäringenieurschule. Nach einigen Jahren als Professor kehrte er zurück nach Mossul, wo er eine Holzbearbeitungsfabrik gründete. Im Jahre 1943, als Sanḥarib gerade erst zehn Jahre alt war, starb Bashir Iwas an einem Herzstillstand. Zwei Jahre später, im Jahre 1945, starb auch Sanḥaribs Mutter Ḥasibe, als Sanḥarib zwölf Jahre alt war. Bashir Iwas, sein Vater, war sehr gläubig und hatte schon immer den Wunsch, dass einer seiner Söhne Priester werde.

## Bildung
Der junge Sanḥarib besuchte die Grundschulen St. Maria und später die des St. Thomas, welche sich in seiner Heimatstadt Mossul befanden. Er war schon immer ein guter Schüler und hatte stets gute Noten. Nach dem Tod seiner Eltern entschied sich der junge Sanḥarib, ins Kloster zu ziehen, um erstens seinen eigenen, seit seinem sechsten Lebensjahr bestehenden Wunsch und zweitens den seines Vaters, einen Sohn im Priesteramt zu haben, zu erfüllen. Obwohl er diesbezüglich erstmals Entmutigungen seitens seiner Familienmitglieder hörte, welche um den jungen, elternlosen Sanḥarib äußerst besorgt waren, da er nur ungewollt in diese Situation gebracht wurde und das Mönchtum ja wohl nicht wirklich wollen könne, entschied sich Sanḥarib dafür. So zog er mit 13 Jahren in das Theologieseminar St. Ephrem in Mossul und wurde fortan Zakka genannt. Dort studierte er und graduierte im Jahre 1954 mit einem Diplom als Abschluss. Von 1955 bis 1958 studierte er als Mönch Journalismus und beendete auch dieses Studium mit einem Diplom und 97 % der erreichbaren Punktzahl. Im Jahre 1960 besuchte er das General Theological Seminary in New York, wo er orientalische Sprachen, Philosophie und Pastoraltheologie studierte, in letzterem graduierte und seine Englischkenntnisse verbesserte.

## Sonstiges in seiner Zeit als Mönch
Im Jahre 1955 trat er dem patriarchalischen Sekretariat in Homs, Syrien als Assistentsekretär bei. Später (im Jahre 1957) kehrte er zurück nach Mossul und unterrichtete im theologischen Seminar St. Ephrem Aramäisch, Arabisch und die Bibel. Aufgrund der Überzeugung des Patriarchen Ignatius Ephräm I. Barsum von Zakka Iwas, stellte er ihn zuerst als stellvertretenden und später dann als Hauptsekretär ein. Nachdem der neue Patriarch Ignatius Jakob III. sein Amt antrat, blieb der Mönch Zakka Iwas weiterhin Hauptsekretär des Patriarchen. Während seiner Zeit als Mönch reiste er viel. So besuchte er beispielsweise in und auch ohne Begleitung des Patriarchen alle Länder des Orients und häufig auch Amerika. In 1962 und 1963 wurde er als Beobachter der syrisch-orthodoxen Kirche von Antiochien in die zwei Sitzungen des Zweiten Vatikanischen Konzils in den Vatikan gesandt. Während der zweiten Sitzung wurde er auch in den Dienst des Bischofs berufen.

## Metropolit
Bei seiner Weihe zum Bischof von Mossul am 17. November 1963 durch Moran Mor Ignatius Jakob III. nahm er zusätzlich den Namen Severius (nach Severus von Antiochia) an. Als Metropolit war er besonders am Organisieren von Jugendaktivitäten interessiert. Seine Diözese gedieh auf hervorragende Art und Weise. Im Jahre 1964 war er der Begleiter des Patriarchen Ignatius Jakob III. auf seiner Reise nach Indien zur universalen Synode der syrisch-orthodoxen Kirche. Er war ebenfalls anwesend, als Ignatius Jakob III. den ersten Katholikos der Malankara Syrisch-Orthodoxen Kirche Mor Baselius Augin I. weihte. Ab 1967 war er außerdem noch verantwortlich für die Diözese Europa. 1969 wurde er zum Erzbischof von Bagdad und Basra bestellt. In der Zeit wurde er als prestigeträchtigster Bischof des Nahen Ostens angesehen. Er eröffnete Schulen und Kirchen und war weiterhin sehr tüchtig in Sachen Jugendaktivitäten. Nach dem Tod von Mor Timotheus Jakob, wurde ihm ebenso die Diözese des Mor-Mattai-Klosters übergeben. Im Jahre 1978 wurde ihm die neu gegründete Diözese Australien noch anvertraut. Dort weihte er mehrere Kirchen und organisierte unter anderem in Melbourne und Sydney Gemeinden.

## Entdeckung der St. Thomas-Reliquie
Während der Renovierung des Altars der alten St. Thomas-Kirche in Mossul am 1. September 1964 entdeckte Mor Severius Zakka Iwas Überreste des Apostels Thomas. In seiner Predigt, als er 1982 als Patriarch von Antiochien Indien besuchte, sagte er:
„Wenn wir an St. Thomas denken, sind wir besonders entzückt, da wir mit St. Thomas sehr eng verbunden sind. Obwohl St. Thomas sein Martyrium hier in Indien genoss und in Mylapore begraben wurde, waren wir der Metropolit der Kirche, in der die heiligen Reliquien des St. Thomas in den vergangenen Jahrhunderten aufbewahrt wurden. Eines Tages wurden wir unerwartet durch die Gnade Gottes dazu gebracht, die heiligen Reliquien des St. Thomas der Menschheit erneut zu enthüllen. Der gegenwärtigen Generation war unbekannt, wo die heiligen Reliquien des St. Thomas aufbewahrt wurden. 1964 konnten wir jedoch nach dem Willen Gottes die heiligen Reliquien, die in den Mauern des Heiligtums unserer St. Thomas-Kirche, welche die Kathedrale unserer Erzdiözese Mossul ist, aufbewahrt wurden, entdecken.“
Ein Teil dieser Reliquien wurde der Malankara Syrisch-Orthodoxen Kirche übergeben, als Katholikos Mor Baselius Augin I. 1965 das Patriarchat in Damaskus besuchte. 1994 wurde der Malankara Syrisch-Orthodoxen Kirche ein weiterer kleiner Teil der heiligen Reliquie übergeben, um ihn in der alten St. Thomas-Kirche in Mulanthuruthy, aufzubewahren. In dieser Kirche wurden drei Väter der syrischen Kirche, die aus dem Orient kamen, begraben. 1911 wurde dort Salböl von Patriarch Moran Mor Ignatius Abdallah geweiht. In dieser Kirche wurden auch zwei historische Synoden der Malankara Syrisch-Orthodoxen Kirche, eine 1876 und eine 2004 unter der Schirmherrschaft des Patriarchen von Antiochien (!) gehalten.

## Patriarch

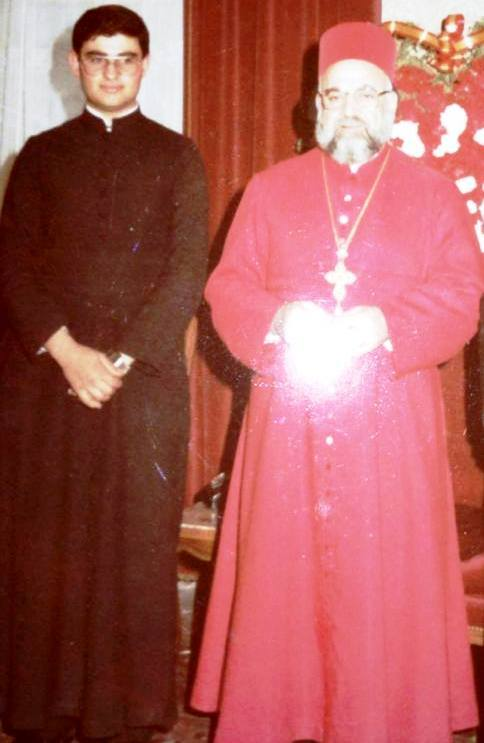
Patriarch Ignatius Zakka I. Iwas (rechts) mit Priesterseminarist Sa’id Karim (links; später Patriarch Ignatius Ephräm II.)

Am 11. Juli 1980 wählte die Synode der Syrisch-Orthodoxen Kirche Severius Zakka Iwas zum Nachfolger des verstorbenen Patriarchen Ignatius Jakob III. Am 14. September 1980 wurde Mor Severius als Ignatius Zakka I. durch den indischen Katholikos Mor Baselios Paulose II. und die Erzbischöfe der Synode zum 122. Patriarchen der Syrisch-Orthodoxen Kirche auf dem Stuhl des Apostels Petrus in Antiochien geweiht. Es war das erste Mal in der Syrisch-Orthodoxen Kirche, dass der Hauptzelebrant der Weihe ein Inder war. Ignatius Zakka I. trug fortan den Titel „Patriarch von Antiochien und dem ganzen Osten, Oberhaupt der universalen Syrisch-Orthodoxen Kirche“ und residierte im Mor-Ephrem-Seminar in Ma'arrat Saydnaya bei Damaskus. In seiner allerersten Ansprache, nachdem er Patriarch wurde, betonte er die Notwendigkeit eines großen Seminars und eines Zentrums für die Kirche. Dies war ein großer Traum des neuen Patriarchen. Dem syrisch-orthodoxen Patriarchat fehlte nach seinem Umzug vom Kloster Zafaran in der Türkei nach Syrien unter den neuen Umständen ein richtiges Zentrum. Ignatius Zakka I. erwarb ein weites Stück Land, etwa 20 Meilen von der Altstadt von Damaskus entfernt, wo er ein großes Priesterseminar mit Einrichtungen für Theologiestudenten, Unterkünften für Besucher, einem Wohnsitz des Patriarchen und viel mehr errichtete. Obwohl das Patriarchat seinen Sitz offiziell noch in der Georgskathedrale Damaskus, Bab Tuma, Damaskus hat, residiert der Patriarch im Mor-Ephrem-Seminar in Ma'arat Sayyidnaya, einem Vorort von Damaskus.
Als Patriarch förderte Ignatius Zakka I. Iwas eine Erneuerung des Mönchstums und intensivierte die Kontakte zu den syrisch-orthodoxen „Thomaschristen“ in Südindien. In Deutschland war der Patriarch 1993 zur Einweihung der syrisch-orthodoxen Kirche Mor Aho in Paderborn, 1998 zur Weihe der Kirche der heiligen Jungfrau Maria in Augsburg, 2000 auch zur Weihe des Klosters St. Jakob von Sarug in Warburg, 2001 zur Weihe der Mor-Yuhanun-da-Kfone-Kirche in Delmenhorst und zuletzt im Dezember 2012, erneut in Warburg, zur Inauguration von Philoxenos Matthias Nayis zum neuen Metropoliten und Patriarchalvikar der Syrisch-Orthodoxen Kirche in Deutschland. Wegen des Bürgerkriegs in Syrien emigrierte er 2013 in den Libanon. Zur medizinischen Behandlung begab er sich nach Deutschland, wo er in einem Krankenhaus in Kiel starb. In seiner Zeit als Patriarch weihte Ignatius Zakka I. Iwas insgesamt 59 Bischöfe und einen Katholikos (Baselios Thomas I.).

## Ökumene

Ignatius Zakka I. Iwas (links) mit Baselius Thomas I. (rechts)

Moran Mir Ignatius Zakka I. Iwas führte in den 33 Jahren seiner Amtszeit eine sehr enge Beziehung mit den Schwesterkirchen. Unter anderem durch ihn treffen sich seit 1988 die Oberhäupter der drei orientalisch-orthodoxen Kirchen im Mittleren Osten (Syrisch-Orthodoxe Kirche, Koptisch-Orthodoxen Kirche und das Katholikat von Kilikien der Armenisch-Orthodoxen Kirche) jedes Jahr ein Mal. Ignatius Zakka I. diente in seiner Zeit als Bischof fünf Jahre lang (1975–1980) als Präsident des Ökumenischen Rats der Kirchen. 1972 war er bei der Versammlung von Pro Oriente in Wien anwesend, um einen Vortrag über das Thema „Die Kirche und die ökumenische Synode“ zu halten. Im Jahr darauf hielt er erneut einen Vortrag, diesmal mit dem Titel: „Was macht eine Synode legitim und akzeptabel.“ Das Thema seiner Ansprache bei Pro Oriente im Jahr 1976 lautete: „Die Notwendigkeit und Zeichen der Gemeinschaft zwischen den örtlichen Kirchen“. Er erhielt auch das seltene Privileg, im Stephansdom in Wien in Anwesenheit des Kardinals und anderer römisch-katholischer Würdenträger zu predigen. Er war der erste syrisch-orthodoxe Bischof, der auf diese Art und Weise geehrt wurde. In den Jahren 1976, 1978 und 1979 diente Ignatius Zakka I. als Referent der päpstlichen Kommission zur Überarbeitung des orientalischen, kanonischen Rechts der katholischen Kirche.
Am 31. September [sic?] 1984 kam es zu einem Zusammentreffen mit Papst Johannes Paul II., nachdem sich 1980 das letzte Mal ein Papst der römisch-katholischen (Johannes Paul II.) und ein Patriarch der syrisch-orthodoxen Kirche (Ignatius Jakob III.) trafen. Die beiden Kirchenoberhäupter verabschiedeten gemeinsam eine Erklärung, welche eine weitgehende gegenseitige Anerkenntnis der Rechtgläubigkeit enthält, die aber nicht bis zur Aufnahme der vollen Eucharistie- und Sakramentengemeinschaft geht. Für pastorale Notfälle wurden Ausnahmeregelungen vereinbart, nach denen Angehörige der einen Kirche Sakramente, darunter die Eucharistie, in der anderen Kirche empfangen dürfen.

## Ehrungen
Während seiner Zeit als Mönch nannte der damalige Patriarch Ignatius Ephräm I. Barsum Zakka Iwas einen der gelehrtesten Schüler und effizientesten Verwalter, die die Kirche in der Neuzeit erleben durfte. Er erhielt in seiner Zeit als Priester, so wie es in der syrisch-orthodoxen Kirche üblich ist, am 15. April 1959 vom Patriarchen Ignatius Jakob III. ein Kreuz als Ehrung verliehen. Moran Mor Ignatius Zakka I. Iwas wurde mit zwei Ehrendoktoraten ausgezeichnet: Eins vom Schwedischen Institut für Orientalische Studien in Syrischer Literatur und eins vom General Theological Seminary in New York in Theologie im Jahre 1983.

## Publikationen
Ignatius Zakka I. Iwas ist Autor vieler verschiedener Werke in arabischer und aramäischer Sprache. Zu seinen Publikationen gehören:
- Beweise für die Existenz Gottes (وجود اللّه تعالى)
- Syrisch-Orthodoxe Theologie (عقيدة التجسد الإلهي في الكنيسة السريانية الأرثوذكسية)
- Die sieben Sakramente der Syrisch-Orthodoxen Kirche (أسرار الكنيسة السبعة)
- Die Geheimnisse der Eucharistie (سر القربان المقدس و المدخل إلى طقس القداس الإلهي)
- Die Rückkehr Christi (المسيح آتٍ)
- Maria und ihr Platz in der syrischen Tradition (القديسة مريم العذراء في الكنيسة السريانية الأرثوذكسية)
- Syrisches Denken und die syrische Kirche im vierten Jahrhundert nach Christus (الفكر السرياني و الكنيسة السريانية في القرن الرابع للميلاد)
- Biographie des Heiligen Ephräm der Syrer (سيرة مار أفرام السرياني)
- Der Islam und die Syrer: Eine gemeinsame Geschichte (الإســـلام و الســريـــان : تـــــاريخ مشتـــرك)
- Die syrische Kirche von Antiochien durch die Jahrhunderte (كنيسة أنطاكية السريانية عبر العصور)
- Das Mönchstum in der syrischen Kirche (الرهبانية في كنيسة أنطاكية السريانية الأرثوذكسية)
- Feiertage in der Syrisch-Orthodoxen Kirche von Antiochien (الأعياد في كنيسة أنطاكية السريانية الأرثوذكسية)
- Predigten (من بيدر المواعظ)